# 섹스돌 (영화)
《섹스돌》(Sexdoll)은 2016년 공개된 프랑스의 드라마, 스릴러 영화이다.

## 출연
- 합시아 헤지 : 비르지니 역
- 애쉬 스티미스트 : 뤼페르 역
- 까롤 로쉐 : 라파엘르 역
- 폴 해미 : 쿠크 역
- 폴 블랙웰 : 고객 역